# آریانه فریدریش
آریانه فریدریش (انگلیسی: Ariane Friedrich؛ زادهٔ ۱۰ ژانویهٔ ۱۹۸۴) یک ورزشکار اهل آلمان است.